# Všehrdy (kraj ustecki)
Všehrdy – miejscowość i gmina (obec) w Czechach, w kraju usteckim, w powiecie Chomutov. W 2022 roku liczyła 156 mieszkańców.